# Sellia
Sellia è un comune italiano di 463 abitanti della provincia di Catanzaro in Calabria.

## Geografia fisica
L'abitato è posto a 560 metri di altitudine nell'area geografica della Presila Catanzarese, lungo il versante che converge verso il golfo di Squillace. Sellia ha un territorio prevalentemente collinare e si dispone su di un profilo altimetrico compreso tra 147 e 640 metri sul livello del mare.

## Storia
La storia sulle origini di Sellia è, ancora oggi, dibattuta, anche a causa dei pochi documenti pervenuti, ma le storie popolari sulla nascita del comune si intrecciano con quelle dei comuni di Taverna e di Catanzaro.
Lo scrittore Ferrante Galas, nella sua Cronaca del XV secolo, racconta che Sellia fu fondata, tra il IX e X secolo, da gruppi di profughi provenienti dall'antica città costiera di Trischene, i quali, per sfuggire ai terribili assalti dei Saraceni, si rifugiarono sul monte Sellion, la cui posizione rupestre garantiva una maggiore difesa contro gli attacchi nemici. Qui essi diedero vita ad un nuovo centro che chiamarono Asilia, da cui derivò poi il nome Sellia. La città si era ingrandita per una continua aggregazione di genti latine e greche. I latini, guidati da Julo Catimero, si stabilirono in direzione sud-est, sul monte Sellion, dove fondarono Asilia. I greci, invece, si divisero: alcuni gruppi si fermarono nella media valle del Simeri, edificandovi un castello; altri, invece, andarono oltre, verso i boschi di Peseca dove, tra le montagne, costruirono una fortezza chiamata Taverna. Sellia, così come Simeri, assunse la funzione di avamposto difensivo sulla via d'accesso alla nuova città di Taverna. In quello stesso tempo venne fondata anche Catanzaro. Tuttora si dibatte sull'effettiva esistenza di Trischene, da cui secondo la tradizione è stata poi fondata la città di Sellia.
Tuttavia diversi reperti archeologici, rinvenuti nei dintorni del paese nel 1880 da alcuni scavi condotti dall'ingegnere Giuseppe Foderaro, fanno supporre che l'origine di Sellia sia anteriore al IX-X secolo. In quell'occasione furono rinvenuti, infatti, un'ascia di bronzo di fattura greca anteriore a quella recuperata nella valle del Coscile, dove era ubicata l'antica città di Sibari. Della suddetta scure, poi trafugata, manca però qualsiasi tipo di documentazione storica. In realtà, secondo una consolidata tradizione popolare mai pienamente documentata si presume che, nel luogo del ritrovamento, fosse edificato un piccolo tempio dedicato alla dea Pallade, da cui prese volgarmente nome il burrone (Pallara). Secondo un articolo dell'archeologia Enrica Fiandra, pubblicato sulla rivista Le Scienze - Scientific American, il paese di Sellia appariva su una mappa degli antichi siti abitativi dell'isola di Creta.

### Simboli
Lo stemma è uno scudo d'argento, a due monti, cimati uno da una torre merlata e l'altro da una pianta di ulivo, fondati sulla campagna d'argento, caricata di tre sbarre d'azzurro. Il gonfalone è un drappo partito di bianco e di azzurro.

## Monumenti e luoghi d'interesse
Il centro storico di Sellia, formato da numerosi vicoli in stile medievale, è collegato alla parte inferiore del comune tramite la "Porta Bella": scalinata costruita su un antico tracciato medievale.
Nel comune vi sono tre chiese: S. Nicola di Bari, la chiesa del SS. Rosario e la chiesa della Madonna della Neve.
Altri luoghi d'interesse sono i resti del castello medievale e gli antichi frantoi, simbolo dell'economia, che in passato era prevalentemente fondata sull'agricoltura. Tra questi è stato recuperato integralmente uno risalente agli inizi del XIX secolo, che trova collocazione in un locale del rione S. Angelo, nel centro storico. L'edificio storico risale molto probabilmente al XVIII secolo. La singolare strutturazione del borgo antico con le case arroccate una all'altra gli conferisce, inoltre, il caratteristico aspetto di un presepio.

### Il castello medievale
Il castello-fortezza di Sellia nacque per volere del normanno Roberto detto il Guiscardo (lo svelto) (1015–1085). Conte, Duca di Puglia, Calabria (1059-1085) e Sicilia (1061-1085), figlio di Tancredi d’Altavilla.
Come affermato da don Pasquale Perri: «adagiata sopra una rupe scoscesa, Sellia si rendeva inaccessibile da ogni parte, tranne che dal lato superiore, nel quale era difesa da un fortilizio ben munito; luogo perciò sicuro dalle aggressioni nemiche ed inespugnabile da qualunque assalto.»
Il castello doveva essere simile ad altre costruzioni fortificate dell’epoca: grosse muraglie a carattere difensivo, con torri alte e merlate, atte alla difesa piombata, chiudevano una corte interna. Questa struttura fortificata garantiva la sicurezza e la difesa al palazzo baronale, dove il signore dimorava ed amministrava la giustizia.
Fu residenza ordinaria dei baroni che si succedettero al dominio feudale di Sellia, fino all’epoca dell’invasione francese, quando, abolita la proprietà feudale e ristretta la proprietà dei vassalli, le famiglie di coloro che erano gli ultimi feudatari furono costretti a riparare nei paesi vicini.
Danneggiato del terremoto del 1783, il castello venne completamente distrutto. Nonostante dell’antico castello rimangano solo alcune parti delle possenti mura, questo continua a conservare il suo fascino.

### Architetture religiose
Chiese di Sellia
- Chiesa di San Nicola di Bari

Inizialmente consacrate alla Vergine Immacolata, ubicata nel centro storico, è oggi intitolata a san Nicola di Bari, patrono di Sellia.
È la più antica tra le chiese esistenti a Sellia. La tipologia architettonica risale al periodo romanico; esternamente presenta uno schema architettonico molto semplice. La facciata si contraddistingue per un semplice portale centrale in legno, al di sopra del quale è posta una cornice che sorregge il tetto a capanna. Il portale è sormontato da una vetrata artistica decorata raffigurante San Nicola. Al suo interno si conservano tre campane datate 1619, 1800, 1883. Quella del 1800 è stata oggetto di restauro nel 2000. L'interno, riccamente decorato con fregi, stucchi e dipinti è diviso in tre navate:una navata centrale e due lavate laterali. La navata centrale è affrescata con un bellissimo dipinto ad olio su tela di forma ovale, raffigurante l'Immacolata Concezione circondata da angeli. Le tre navate sono in rapporto spaziale tra loro mediante un sistema di archi. Una seria di altari minori contraddistinguono le navate laterali. La chiesa racchiude altre pregevoli opere, come la Pietà attribuita da Frangipane e Montorsoli ad un allievo di Michelangelo risalente al XVI secolo.
- Chiesa del Santissimo Rosario

Situata nella parte superiore del paese, venne edificata tra la fine del XVII secolo ed inizi del XVIII secolo. Fu sede della confraternita della Madonna del Rosario. La facciata presenta un portone centrale. Due porte laterali e il campanile sul lato sinistro. L’interno è a tre navate, divise da una serie di archi poggiate su colonne a base quadrata, abbellite da lesene con capitello. L’altare in marmi policromi ospita la statua di Santa Rosa. Ai lati colonnine sormontate da capitelli decorativi sorreggono un ricco fastigio con anfore. Su una delle pareti interne della chiesa c’è una lapide di marmo che ricorda la figura del priore Nicola Mannarino. Le decorazioni in stucco evidenziano le abilità decorative degli artisti artigiani che hanno operato nei secoli nella chiesa di Sellia.
- Chiesa della Madonna della Neve

La chiesa si trova nella parte nuova del paese. Fu costruita nel corso degli anni '50 in seguito all'alluvione del 1943, non rappresenta elementi architettonici e decorativi di rilievo. Sulla facciata esterna si può vedere un’immagine di Cristo raffigurato in un mosaico che sormonta un finestrone rettangolare chiuso da vetri policromi. L’interno è a vano unico rettangolare. Il titolo "Madonna della Neve" è legato ad un mosaico, posto sull'altare maggiore che rappresenta la Vergine con il Bambino in braccio, circondati da un paesaggio nevoso. L’appellativo si deve ad un miracolo della Madonna: secondo un racconto popolare la Vergine apparve ad un pastore, chiedendogli di edificare una chiesetta in suo onore nel punto in cui avrebbe nevicato. Il prodigio si verificò quando, in pieno agosto, si mise a nevicare solo in una zona circoscritta dell’abitato, dove venne costruita una piccola chiesa, andata in seguito distrutta per cause incerte.

## Società

### Evoluzione demografica
Abitanti censiti

## Cultura

### Musei

#### SMOSS: il Sistema dei Musei e degli Opifici storici di Sellia
La rete museale è composta da:
- Il MUSEBA, Museo dei Bambini Agricoltura& Ambiente
- Il Museo del Fumetto a Sellia ospita circa diecimila pezzi con oltre trecento testate.
- L’E-Muse, EcoMuseo che si sviluppa all’aperto su una balconata realizzata negli anni '30, conserva 8 riproduzioni di opere dei Macchiaioli che raccontano momenti della vita contadina.
- Museo della Scienza-Terra & Cosmo.

## Amministrazione
| Periodo           | Periodo           | Primo cittadino        | Partito                                 | Carica                    | Note  |
| ----------------- | ----------------- | ---------------------- | --------------------------------------- | ------------------------- | ----- |
| 23 aprile 1995    | 13 giugno 1999    | Ettore Michele Salerno | lista civica                            | sindaco                   |       |
| 13 giugno 1999    | 13 giugno 2004    | Francesco Rotella      | lista civica di centro-sinistra         | sindaco                   |       |
| 13 giugno 2004    | 7 giugno 2009     | Antonietta Folino      | lista civica di centro-destra           | sindaco                   |       |
| 7 giugno 2009     | 21 ottobre 2013   | Davide Zicchinella     | Partito Democratico                     | sindaco                   | [ 7 ] |
| 21 ottobre 2013   | 25 maggio 2014    | Laura Rotundo          |                                         | commissario straordinario | [ 8 ] |
| 25 maggio 2014    | 26 maggio 2019    | Davide Zicchinella     | lista civica "Cresciamo Ancora Insieme" | sindaco                   |       |
| 26 maggio 2019    | 28 settembre 2023 | Davide Zicchinella     | lista civica "Sellia 2024"              | sindaco                   |       |
| 28 settembre 2023 | 10 giugno 2024    | Roberta Molè           |                                         | commissario straordinario |       |
| 10 giugno 2024    | in carica         | Serafina Giordano      | lista civica "Sellia Obiettivo Comune"  | sindaco                   |       |